# Ernst von Born

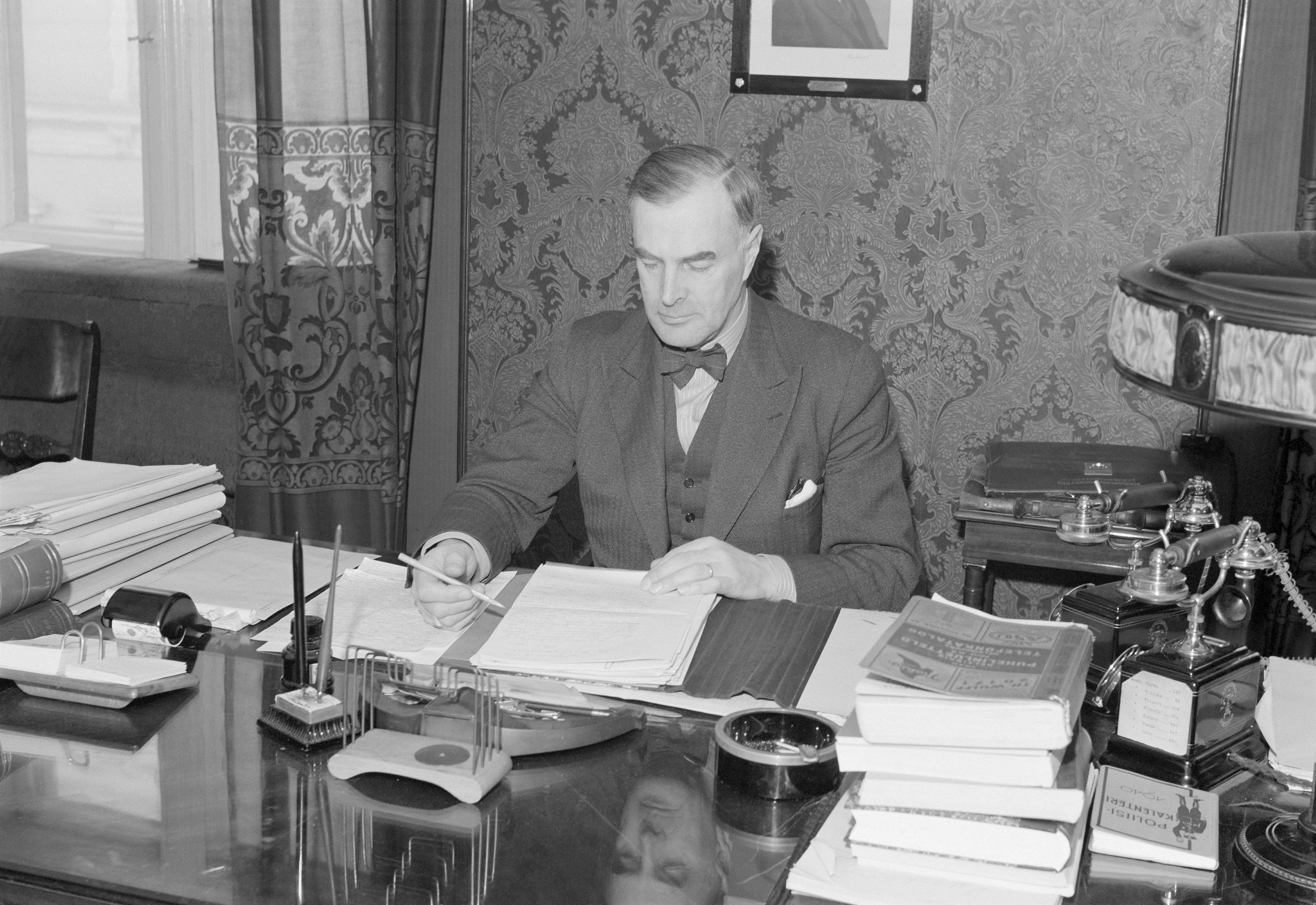
Ernst von Born in 1940

Ernst Viktor Lorentz baron von Born (Pemaja, 24 augustus 1885 - Loviisa, 7 juli 1956) was een Finse, Zweedstalige politicus, behorend tot de Finse adel.
Hij werd in 1919 voor de Zweedse Volkspartij in het Finse parlement gekozen. Van 1931 tot 1932 was hij voor de eerste keer minister van Binnenlandse Zaken. Van 1934 tot 1945 en van 1955 tot 1956 was hij voorzitter van de Zweedse Volkspartij. In 1939 werd hij als minister van Binnenlandse Zaken opgenomen in het oorlogskabinet van Risto Heikki Ryti. Als minister zond Von Born Finse kinderen naar Zweden omdat ze daar veilig waren voor de Russische bombardementen. In 1941 keerde Von Born niet terug in het kabinet Johan Wilhelm Rangell.
In 1944 was Von Born minister van Justitie in de kabinetten Hackzell en Castrén.
- International Standard Name Identifier: 0000 0000 5186 1469
- Library of Congress Control Number: n85065324
- LIBRIS: 178729
- Système universitaire de documentation: 200876473
- Virtual International Authority File: 65432457
- WorldCat: E39PBJjRRWjPFcMjMtjc69yWXd